# Comarca Logrosán
Die Comarca Logrosán ist eine der zehn Comarcas in der Provinz Cáceres.
Die im Südosten der Provinz gelegene Comarca umfasst 12 Gemeinden auf einer Fläche von 1.986,77 km².

## Gemeinden
| Gemeinde             | Einwohner (2024) | Fläche km² | Dichte Einw./km² | Cod INE | Postleitzahl |
| -------------------- | ---------------- | ---------- | ---------------- | ------- | ------------ |
| Abertura             | 368              | 62,71      | 6                | 10002   | 10262        |
| Alcollarín           | 266              | 79,92      | 3                | 10009   | 10135        |
| Alía                 | 746              | 599,51     | 1                | 10017   | 10137        |
| Berzocana            | 395              | 133,59     | 3                | 10029   | 10129        |
| Cabañas del Castillo | 407              | 105,27     | 4                | 10033   | 10373        |
| Campo Lugar          | 804              | 73,06      | 11               | 10043   | 10134        |
| Cañamero             | 1.601            | 151,45     | 11               | 10044   | 10136        |
| Guadalupe            | 1.752            | 68,19      | 26               | 10087   | 10140        |
| Logrosán             | 1.903            | 365,31     | 5                | 10109   | 10120        |
| Madrigalejo          | 1.708            | 100,81     | 17               | 10112   | 10110        |
| Navezuelas           | 649              | 59,99      | 11               | 10134   | 10374        |
| Zorita               | 1.248            | 186,96     | 7                | 10219   | 10130        |
| Comarca Logrosán     | 11.847           | 1.986,77   | 6                | –       | –            |

## Nachweise
1. ↑  Instituto Nacional de Estadística Municipal Register of Spain
2. ↑  FUENTE: Ministerio de Agricultura, Pesca y Alimentación